# Rio Taff
O Rio Taff (em galês: Afon Taf ) é um rio no País de Gales. Ele nasce em Brecon Beacons como dois rios, o Taf Fechan ("pequeno Taff") e o Taf Fawr ("grande Taff") antes de se tornar um só ao norte de Merthyr Tydfil. Em Cardiff, deságua no Canal de Bristol.
O rio abriga diversas espécies de peixes migratórios, incluindo salmões, trutas e enguias.